# کوه نوکیلالاکی
کوه نوکیلالاکی (به لاتین: Nokilalaki Mountain) یک کوه در اندونزی است که در سولاوسی مرکزی واقع شده‌است. کوه نوکیلالاکی ۲٬۳۵۷ متر بالاتر از سطح دریا واقع شده‌است.